# ワイルド・ローズ (映画)
『ワイルド・ローズ』（原題:Wild Rose）は2018年に公開されたイギリスのドラマ映画である。監督はトム・ハーパー、主演はジェシー・バックリーが務めた。

## ストーリー
グラスゴー。2人の子供を抱えるシングルマザー、ローズ＝リン・ハーランはカントリー歌手になることを夢見ており、地元のクラブでバンド活動に励んでいたが、ドラッグを密輸しようとした容疑で捕まってしまい、1年間の服役を命じられた。出所後、ローズは自分がクラブを解雇されていたことを知った。ローズは再度雇用して欲しいと頼み込んだが、店側は彼女が前科者であることを理由に断った。ローズの母親、マリオンは悄気返る娘に「歌手になる夢を諦めて、もっと堅実なキャリアを歩みなさい。そして、子育てにもっと力を入れなさい」とアドバイスした。
その後、ローズは地元の資産家、スザンナの家で家政婦として働くことになった。そんなある日、ローズが歌いながら掃除をしていると、その歌がスザンナの子供たちの耳に入った。子供たちからローズの歌の話を聞いたスザンナは大いに関心をそそられた。というのも、スザンナはカントリー音楽のファンだったためである。ローズは「カントリーの本場、ナッシュビルで歌手になる夢を追い求めたいのですが、そのための旅費を出してくれませんか」とスザンナに懇願したが、スザンナはそれを断った。しかし、スザンナは知人のラジオ・パーソナリティ（ボブ・ハリス）にローズの歌を録音したものを送った。ハリスはローズの歌を高く評価し、ロンドンで一度会って話したいと申し出てきた。司法当局の許可を得た後、ローズは電車でロンドンに向かい、アシュリー・マクブライドのライブを楽しんだ。その後、ローズはハリスと面談した。ハリスはローズ＝リンに自ら作詞するように勧めた。
スザンナはホームパーティーでローズに歌わせることにした。ナッシュビル行きのための費用を招待客の寄付で調達しようとしたのである。ローズは準備期間中に子供の面倒を見てくれるようマリオンに頼んだが、マリオンは自分の旅行を優先した。やむなく、マリオンは友人たちに頭を下げて子供の面倒を見てもらうことにした。パーティーの前日、ローズはスザンナの夫から「お前に犯罪歴があることを知っている。妻にバラされたくなかったら、パーティーが終わり次第すぐに家から出て行きなさい」と脅された。
夢を叶える最後のチャンスだと思い、ローズはパーティーでの歌唱に全てを賭けていた。ところが、パーティー当日、思わぬハプニングに見舞われることになった。

## キャスト
- ジェシー・バックリー - ローズ＝リン・ハーラン
- ジュリー・ウォルターズ - マリオン
- ソフィー・オコネドー - スザンナ
- ジェイミー・シーヴェス - サム
- クレイグ・パーキンソン - アラン
- ジェームズ・ハークネス - エリオット
- ジャネイ・ゴドリー - バーテンダー
- デイジー・リトルフェルド - ワイノナ
- アダム・ミッチェル - ライル
- ライアン・カー - ローリー
- ニコール・カー - ネル

### 本人役でのカメオ出演
- ケイシー・マスグレイヴス
- アシュリー・マクブライド
- ボブ・ハリス

## 公開・マーケティング
2018年9月8日、本作は第43回トロント国際映画祭でプレミア上映された。9日、ネオンが本作の全米配給権を約400万ドルで購入したとの報道があった。2019年1月25日、本作のオフィシャル・トレイラーが公開された。4月12日、ユニバーサル＝アイルランド・レコーズが本作のサウンドトラックを発売した。

## 評価
本作は批評家から絶賛されている。映画批評集積サイトのRotten Tomatoesには171件のレビューがあり、批評家支持率は93%、平均点は10点満点で7.72点となっている。サイト側による批評家の見解の要約は「スターの誕生を描く作品が巷で不足しているわけではない。しかし、『ワイルド・ローズ』はその手の作品がなおも面白いものであり得ると証明している。また、主演のジェシー・バックリーにとって、同作はキャリアを大きく飛躍させる一作となった。」となっている。また、Metacriticには32件のレビューがあり、加重平均値は80/100となっている。